# Силва де Андраде, Вевертон
Ве́вертон Си́лва де Андра́де (порт.-браз. Weverton Silva de Andrade; род. 17 февраля 2003, Матриншан, Гояс) — бразильский футболист, защитник клуба «Крузейро».

## Клубная карьера
Вевертон — воспитанник клуба «Крузейро». 27 февраля 2021 года в матче Лиги Минейро против «Уберландии» игрок дебютировал за основной состав. 17 июня в матче против «Понте-Прета» он дебютировал в бразильской Серии B. В 2022 году Вевертон помог команде выйти в элиту. 

## Международная карьера
В 2023 году в составе молодёжной сборной Бразилии Вевертон стал победителем молодёжного чемпионата Южной Америки в Колумбии. На турнире он сыграл в матче против сборной Перу.

## Достижения

### Командные
Сборная Бразилии (до 20 лет)
- Чемпион Южной Америки среди молодёжных команд: 2023